# Ellen Benediktson
Ellen Laura Catharina Benediktson, född 25 april 1995 i Kulladals församling, Malmöhus län, är en svensk sångerska och låtskrivare. Hon blev uppmärksammad av Christer Björkman under repetitionerna av Eurovision Song Contest 2013 i Malmö Arena , där hon som en av en grupp musikelever från Heleneholms gymnasium var stand-in åt scenteknikerna när bidragen repeterades, då hon sjöng Frankrikes bidrag "L'enfer et moi". Året efter blev hon erbjuden en plats i Melodifestivalen 2014 där hon gick direkt till final med bidraget "Songbird". Hon slutade på en sjunde plats i finalen och signade kort efter skivkontrakt med Warner Music Sweden.
2024 signade artisten med Stockholmsbaserade boutique labeln Icons Creating Evil Art och släppte låten Basic, som inledde en ny era i artistens karriär. Den uppföljande singeln Maniac släpptes i Augusti 2024. 
Den 6e November släpper hon sin tredje singel med Icons, en låt skriven av bland annat Maja Ivarsson. Låten heter Catch Me. 
Hon deltog 2014 på Feministiskt initiativs valskiva med låten "When The Sun Comes Up" som hon har skrivit tillsammans med producenten Anderz Wrethov.
2015 deltog hon med låten Insomnia skriven av henne själv samt Anderz Wrethov och slutade på en femte plats i deltävlingen.
Under 2016-2019 skrev Ellen musik under sitt alter ego artistnamn Laura Nox, ett sidoprojekt hon startade för att utforska en annan typ av mörkare pop-genre. Hon har släppt två singlar, Save A Little Love  och Body Shots, under Laura Nox. Body Shots blev en av soundtrack-låtarna till Rafael Edholms tv-serie Veni Vidi Vici.
Som låtskrivare släppte hon låten "Somebody" i november 2019, som hon skrivit till den brittiska artisten Micheal Rice. Det blev hans första singel efter sin debut i Eurovision Song Contest 2019 i Israel.
2020 medverkade hon åter i Melodifestivalens fjärde deltävling med duetten Surface tillsammans med Simon Peyron. De tog sig vidare till Andra chansen. Hon är en av låtskrivare till skrivit låten tillsammans med Anderz Wretov, Laurell Barker, Paul Rey och Sebastian von Koeinsegg.